# الاختبار الثالث، سلسلة آشز 1948
كان الاختبار الثالث لسلسلة Ashes عام 1948 واحدًا من خمسة اختبارات في سلسلة Ashes للكريكيت بين أستراليا وإنجلترا. أقيمت المباراة في أولد ترافورد في مانشستر في الفترة من 8-13 يوليو 1948، مع يوم راحة في 11 يوليو. أقيمت المباراة بعد تعادلت اليوم الرابع بالكامل وتم غسل النصف الأول من اليوم الخامس بسبب الأمطار؛ كان لإنجلترا اليد العليا قبل أن يتدخل الطقس. حافظت القرعة على تقدم أستراليا 2-0 في السلسلة، والتي تم تأسيسها من خلال الانتصارات في أول اختبارين.
نظرًا لأن أستراليا كانت حاملة لعبة The Ashes، فإن القرعة تعني أن إنجلترا لا يمكنها أن تفعل أفضل من تسوية السلسلة 2-2 من خلال الفوز في الاختبارين الأخيرين، وبالتالي احتفظت أستراليا بـ The Ashes.
بدأ الاختبار وسط جدل بعد إغفال قائد المضرب الإنجليزي لين هاتون لأدائه السيئ في المباراة السابقة. بعد أن فشلوا إلى حد كبير - باستثناء فترات وجيزة - في تحدي أستراليا في أول اختبارين، أجرى المضيفون أربعة تغييرات على فريقهم في محاولة للعثور على تركيبة يمكن أن تهدد تفوق الزائرين.
قامت أستراليا بأول تغيير لها في هذه السلسلة، منهية مهنة اختبار الضرب المخضرم بيل براون بعد مباراتين ضعيفتين. فاز كابتن إنجلترا نورمان ياردلي بالقرعة وانتخب للمضرب، لكن فريقه واجه مشكلة بسرعة، حيث أجبر دينيس كومبتون على الخروج من الملعب بعد تعرضه للدماء في رأسه بواسطة حارس راي ليندوال. في هذه المرحلة، كان أصحاب الأرض عند 33/2 مع لاعب مصاب، وهاجموا دفاعيًا لفترة لمحاولة إعادة تجميع صفوفهم. بعد تلقي العلاج، عاد كومبتون مع إنجلترا في حالة صعبة في 119/5 في منتصف اليوم وشرع في تسجيل 145 نقطة ، بمساعدة العديد من الضربات المتساقطة ، مما ساعد إنجلترا على التعافي إلى 363 مرة في الظهيرة الثانية. كان من الممكن أن تكون إنجلترا في وضع أقوى ، لكن كومبتون والخياط أليك بيدسر كانا متورطين في خلط، مما أدى إلى نفاد الأخير وإنهاء شراكة استمرت 121. كان Lindwall أنجح لاعب رمي، حيث حصل على 4/99. خلال أدوار إنجلترا، أصيب اللاعب الافتتاحي الأسترالي سيد بارنز ، الذي حظي باهتمام كبير طوال الموسم لإدارته من مسافة قريبة أمام رجل المضرب في الضربة، في الأضلاع من خلال تسديدة سحب ديك بولارد وكان لا بد من حمله من الأرض والمستشفى. رداً على ذلك، تقاتلت أستراليا بثبات لتصبح 126/3 بحلول نهاية اليوم الثاني، لكنها انخفضت بعد ذلك إلى 172/6 - فعليًا سبعة ويكيت لم يتمكن بارنز من الضرب بعد الانهيار مرة أخرى - قبل التهرب من المتابعة بالوصول إلى 221. أحرزت أستراليا ببطء خلال الأدوار ، ووجدت صعوبة في التفاوض مع لاعبي البولينج؛ تولى بيدسر 4/81 وبولارد 3/53.
بدأت إنجلترا أدوارها الثانية وحصلت بقوة على 174/3 في نهاية اليوم الثالث، بفارق إجمالي قدره 316 مع سبعة ويكيت في متناول اليد. وقد ساعدهم في ذلك العديد من الفرص السيئة ضد سيريل واشبروك، الذي وصل إلى 85 مع نهاية المباراة. ومع ذلك، فإن المطر يعني عدم إمكانية اللعب في اليوم الرابع ولم تتح الفرصة لإنجلترا للاستفادة من موقعها المفضل ووضع أستراليا في وضع صعب. أعلن ياردلي في صباح اليوم الأخير ، لكن اللعب لم يبدأ حتى منتصف بعد الظهر بسبب استمرار سوء الأحوال الجوية. بعد ذلك لعب الضارب الأسترالي من أجل التعادل؛ ضربوا ببطء ووصلوا إلى 92/1 عندما تم سحب جذوعهم، ولم يحاولوا مطاردة 317 لتحقيق النصر. لم يخرج آرثر موريس 54 مرة، وهو ثاني نصف قرن له من المباراة ليحقق هدفه البالغ 51 في الجولات الأولى ، مسجلاً أعلى نتيجة لأستراليا في كلتا المناسبتين. على الرغم من حقيقة أن 30 ٪ من وقت اللعب قد ضاع بسبب المطر ، إلا أن المباراة تمكنت من تسجيل رقم قياسي لأعلى نسبة حضور في مباراة تجريبية في إنجلترا، متجاوزة العلامة المحددة في الاختبار السابق.